# Anton Turkul
Anton Wasiliewicz Turkul, ros. Антон Васильевич Туркул (ur. 11 grudnia?/23 grudnia 1872 w Tyraspolu, zm. 19 sierpnia 1957 w Monachium) – rosyjski wojskowy (generał major), emigracyjny działacz antykomunistyczny, dowódca kozackiej brygady kawalerii pod koniec II wojny światowej.

## Życiorys
Ukończył szkołę realną. W 1910 r. ochotniczo wstąpił do wojska. Służył w 56 pułku piechoty, stacjonującym w Tyraspolu. W styczniu 1913 r. został zwolniony do rezerwy w randze młodszego podoficera. Po wybuchu I wojny światowej powrócił do służby wojskowej. Przeszedł wojskowo-szkoleniowy kurs w szkole junkrów, po czym dostał przydział do 75 Sewastopolskiego Pułku Piechoty. W trakcie działań wojennych był 3 razy ranny. Doszedł do stopnia sztabskapitana. Był odznaczony kilkoma orderami m.in. Orderem Św. Jerzego 4 klasy. Po rewolucji lutowej 1917 r. zorganizował i stanął na czele batalionu uderzeniowego. Po przejęciu władzy przez bolszewików w wyniku rewolucji październikowej wraz z grupą swoich podkomendnych przystąpił do białych, wstępując do oddziału dowodzonego przez płk. Michaiła Drozdowskiego. W jego szeregach przeszedł z Mołdawii nad Don do Nowoczerkaska, gdzie objął dowództwo kompanii oficerskiej. W walkach pod Koreniewką został ciężko ranny w nogę. Od stycznia 1919 r. dowodził 1 batalionem 2 pułku piechoty gen. Drozdowskiego. 24 października tego roku w stopniu pułkownika został dowódcą 1 oficerskiego pułku strzeleckiego dywizji gen. Drozdowskiego. 7 kwietnia 1920 r. rozkazem głównodowodzącego wojsk białych gen. Piotra Wrangla został awansowany do stopnia generała majora za udział w operacji desantowej na Kubań. Od 6 sierpnia tego roku dowodził dywizją Drozdowską. Pod koniec października osłaniała ona ewakuację wojsk białych z Krymu do Gallipoli, ponosząc duże straty. W tym czasie gen. A. W. Turkul zachorował na tyfus. Ewakuował się do Turcji wraz ze swoją dywizją. Tam objął dowodzenie Drozdowskiego pułku strzeleckiego.
Na emigracji prowadził aktywną działalność społeczno-polityczną. Początkowo jesienią 1921 r. zamieszkał w Bułgarii. W 1923 r. zorganizował z byłych drozdowców oddział wojskowy, który wziął udział w zwalczaniu komunistycznego przewrotu. Na pocz. lat 30. przeniósł się do Francji. Wstąpił wraz z wieloma byłymi żołnierzami dywizji Drozdowskiej do Rosyjskiego Związku Ogólnowojskowego (ROWS). Jednakże z powodu jego apolityczności i słabej działalności założył 16 lipca 1936 r. w Paryżu Rosyjski Związek Narodowy Uczestników Wojny (RNSUW) o charakterze monarchistycznym. Nawiązał kontakty z japońskim wywiadem wojskowym, od którego otrzymywał pieniądze na swoją organizację. Na początku 1938 r. – wobec szykan francuskich władz – przeniósł się do narodowo socjalistycznej III Rzeszy.
W okresie II wojny światowej podjął współpracę z Niemcami. Przebywał w Rzymie, a następnie w Sofii. Do 1943 r. bezskutecznie próbował wznowić działalność RNSUW. Poparł rosyjski ruch wyzwoleńczy kierowany przez gen. Andrieja Własowa. 17 grudnia 1944 r. został dokooptowany do Komitetu Wyzwolenia Narodów Rosji. Pod koniec wojny objął dowodzenie samodzielnej brygady kozackiej, formowanej w rejonie Salzburga, która weszła w skład Sił Zbrojnych Komitetu Wyzwolenia Narodów Rosji. Po zakończeniu wojny uniknął repatriacji do ZSRR, ale został aresztowany przez aliantów i przesiedział do 1947 r. w więzieniu. Po wyjściu na wolność zamieszkał w Niemczech Zachodnich. Podobnie jak przed wojną, zaangażował się w działalność antysowiecką. W 1948 r. opublikował książkę pt. Drozdowcy w ognie (Дроздовцы в огне), stanowiącą jego bardzo osobiste wspomnienia z okresu wojny domowej w Rosji. W sierpniu 1950 r. w Monachium zorganizował zjazd weteranów Rosyjskiej Armii Wyzwoleńczej (ROA), na którym powołano Komitet Zjednoczonych Własowców. Redagował jego organ prasowy „Dobrowoliec”. Zmarł w nocy z 19 na 20 sierpnia 1957 r., po czym pochowano go pod Paryżem na rosyjskim cmentarzu.